# Firmin Rainbeaux
Firmin Rainbeaux, né le 8 décembre 1834 à Mons (Belgique) et mort le 13 juillet 1916 à Paris, est un cavalier et industriel.

## Biographie
Né à Mons, Firmin Rainbeaux est le fils d'Émile Rainbeaux et de Cécilia Sévelle. 
Il épouse en 1857, dans le 2e arrondissement de Paris, Marie Emilie Hortense Mocquard (1837-1914), la fille de Jean-François Mocquard (de l'union naît Félix Rainbeaux 1866-1936).
À la mort de son père en 1861, il reprend la direction de la compagnie des mines de Marles et poursuit l’œuvre de son père.
Le 12 juillet 1864, il est nommé écuyer de l’empereur Napoléon III.
Il est administrateur de la Compagnie des chemins de fer du Nord, du Métropolitain de Paris, de la Compagnie française des chemins de fer de l'Indochine et du Yunnan, de la Société franco-belge de construction de machines et de matériel de chemin de fer, 
du Crédit mobilier français, administrateur et directeur de la Société des usines et mines de houille du Grand-Hornu (Belgique), 
président du conseil d'administration du charbonnage du Grand-Buisson (Belgique).
Il est avec ses amis, le baron Jacques de Gunzbourg, Raphaël-Georges Lévy et Georges Rouliot, membre du conseil d'administration de la Compagnie française de banque et de mines.
Fidèle à l'empereur et dévoué à l'impératrice Eugénie, il séjourne souvent au château de Compiègne.
Il meurt à son domicile (56 Rue de Ponthieu, Paris 8e) en 1916.

## Attentat du 6 juin 1867
Le 6 juin 1867, l'empereur de Russie Alexandre II, en visite à Paris pour Exposition universelle de 1867, traverse le bois de Boulogne en compagnie de l'empereur Napoléon III et de leurs épouses respectives.
Aux abords de la Cascade, un émigré polonais, Antoni Berezowski, brandit une arme et tire sur le souverain russe. En escorte près de la calèche, Firmin Rainbeaux fait cabrer sa monture afin de parer le tir, le cheval reçoit la balle en plein poitrail. 
Jean-Baptiste Carpeaux, témoin de l'attentat, réalise une peinture intitulée L'Attentat de Berezowski (Musée d'Orsay) ainsi qu'un buste de Firmin Rainbeaux (Château de Compiègne).

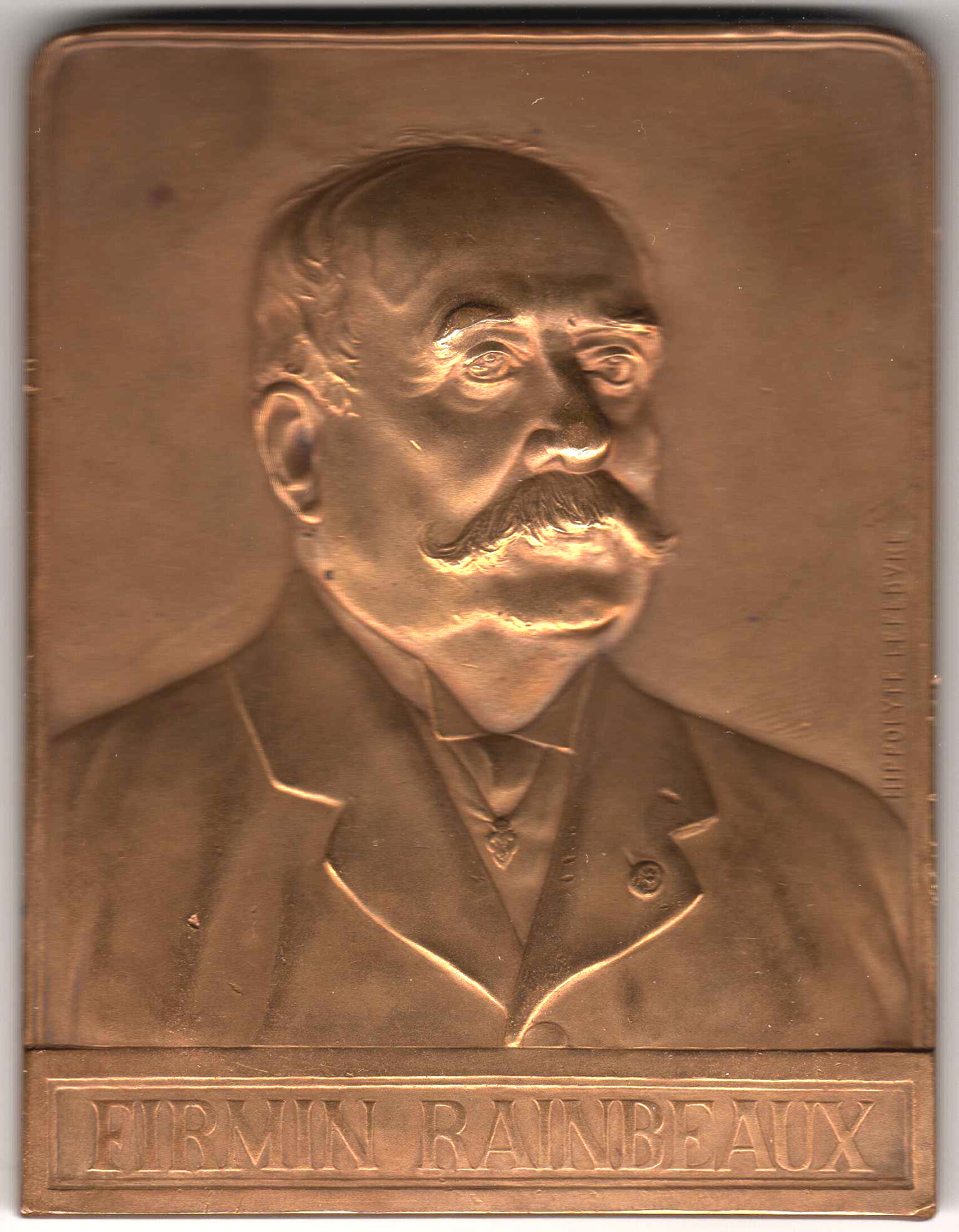
50 ans d'administration de la Compagnie des Mines de Marles.
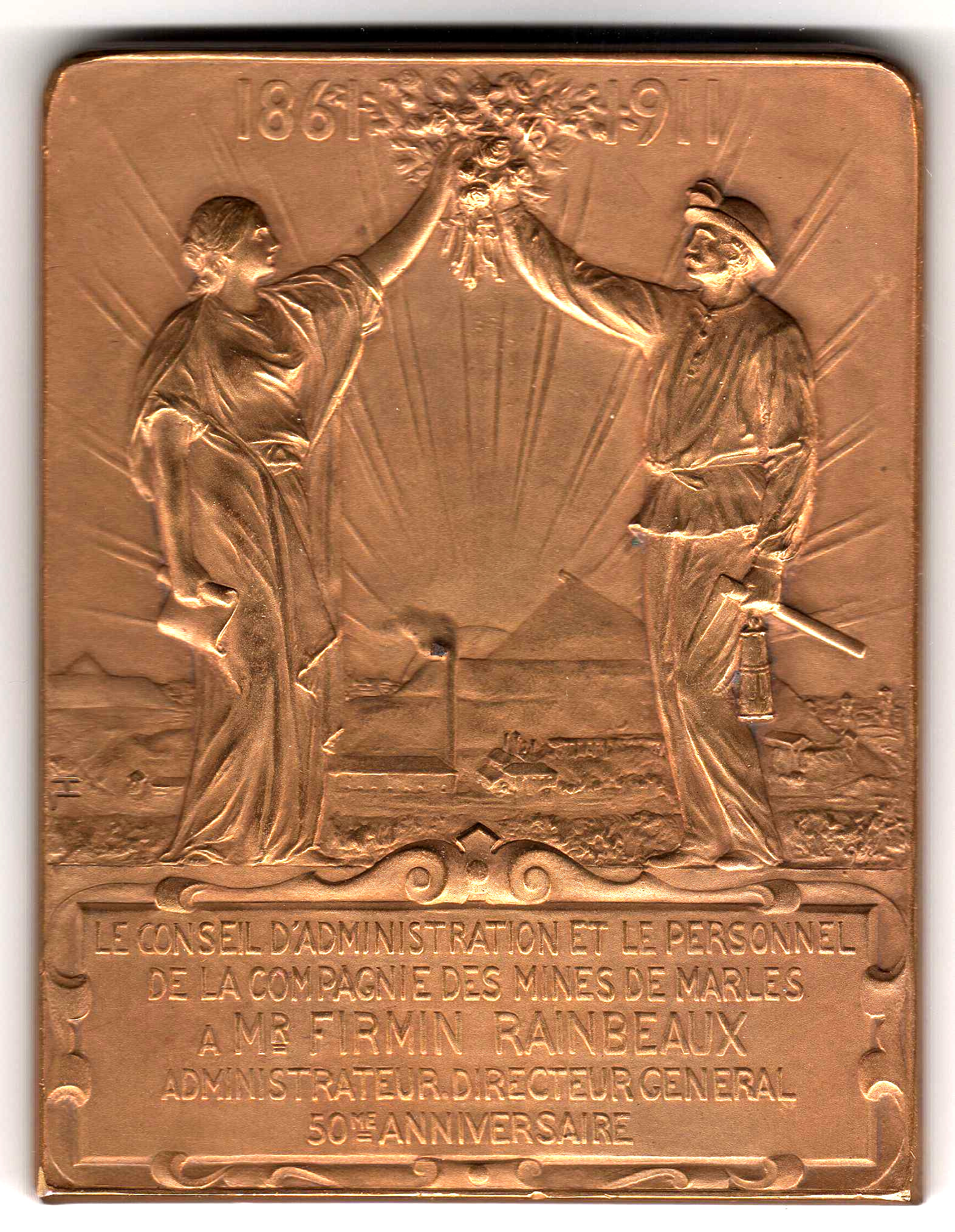
Médaille commémorative des 50 ans d'administration, revers.
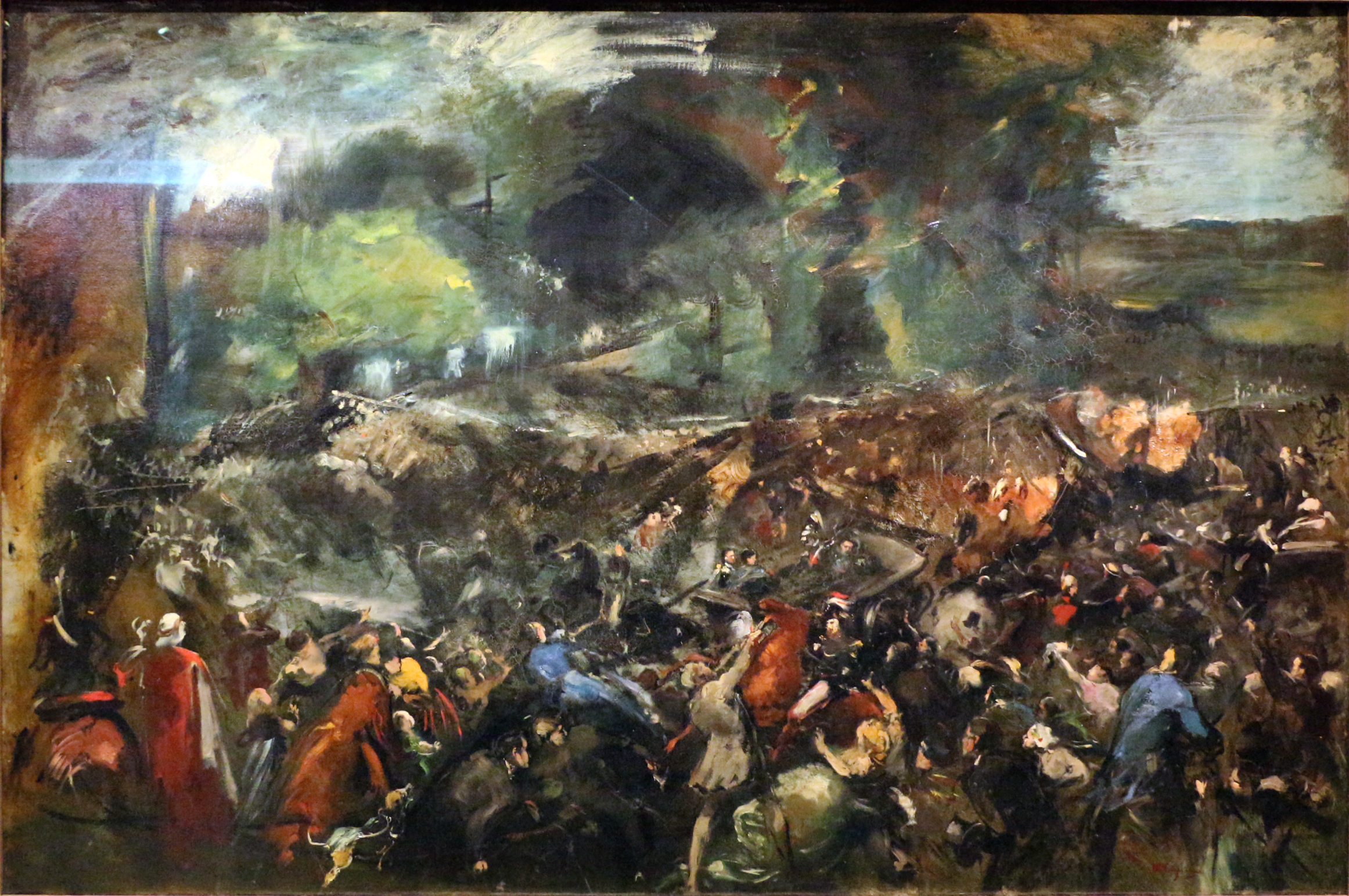
L'Attentat de Berezowski, par Jean-Baptiste Carpeaux.
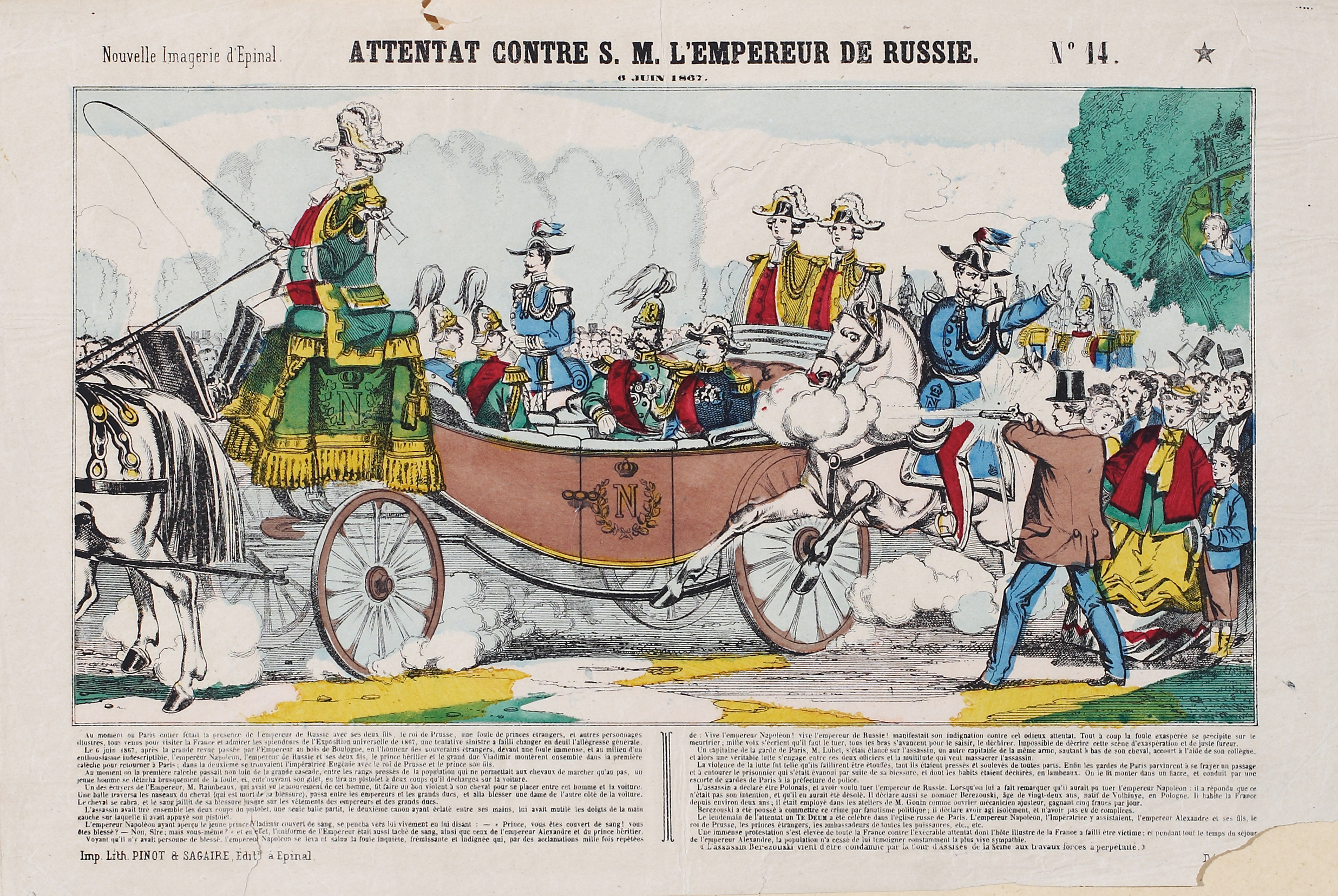

## Distinctions
- Officier de la Légion d'honneur (6 janvier 1890)
- Médaille commémorative de la guerre 1870-1871
- Ordre de Saint-Stanislas (Russie impériale)
- Commandeur de l’Ordre de Léopold de Belgique